# 4e étape du Tour d'Espagne 2010
La 4e étape du Tour d'Espagne 2010 s'est déroulée le mardi 31 août 2010 entre Malaga et Valdepeñas de Jaén sur 183,8 km. L'Espagnol Igor Antón (Euskaltel-Euskadi) remporte l'étape devant Vincenzo Nibali (Liquigas) et Peter Velits (HTC-Columbia) grâce à une attaque dans l'ascension finale. Le Belge Philippe Gilbert (Omega Pharma-Lotto) conserve le maillot rouge de leader.

## Profil de l'étape
Cette étape comprend plusieurs cols comptant pour le classement de la montagne. Les coureurs doivent escalader les cols de Zafarraya (2e cat.), Montefrío (3e cat.) et l'Alto de Valdepeñas de Jaén (2e cat.) situé à seulement 8 kilomètres de la ligne d’arrivée. Le dernier kilomètre présente des portions au-dessus du 15 %,, avec un passage à 27 %.

## Côtes
Trois côtes sont répertoriées.
|   | Cycliste            | Équipe            | Pts |
| - | ------------------- | ----------------- | --- |
| 1 | Dario Cataldo       | Quick Step        | 5   |
| 2 | Sergio Carrasco     | Andalucía-Cajasur | 3   |
| 3 | Guillaume Bonnafond | AG2R La Mondiale  | 1   |

|   | Cycliste            | Équipe            | Pts |
| - | ------------------- | ----------------- | --- |
| 1 | Dario Cataldo       | Quick Step        | 3   |
| 2 | Sergio Carrasco     | Andalucía-Cajasur | 2   |
| 3 | Guillaume Bonnafond | AG2R La Mondiale  | 1   |

|   | Cycliste          | Équipe           | Pts |
| - | ----------------- | ---------------- | --- |
| 1 | Óscar Pujol       | Cervélo TestTeam | 5   |
| 2 | Luis León Sánchez | Caisse d'Épargne | 3   |
| 3 | Vincenzo Nibali   | Liquigas-Doimo   | 1   |

## Déroulement de la course
Au pied du mur de Valdepeñas de Jaén, le Colombien Rigoberto Urán possède une dizaine de secondes d'avance sur le peloton des favoris. Dans les premières rampes qui oscillent entre 23 et 25 %, Joaquim Rodríguez, Vincenzo Nibali et Peter Velits placent une attaque foudroyante. S'accrochera qui pourra. Au sommet, Uran est repris. Igor Antón en profite pour placer un contre. Personne ne le reverra. À l'arrivée, il devance Nibali, Velits, Rodríguez et Gilbert qui conserve son maillot rouge de leader.

## Classement de l'étape

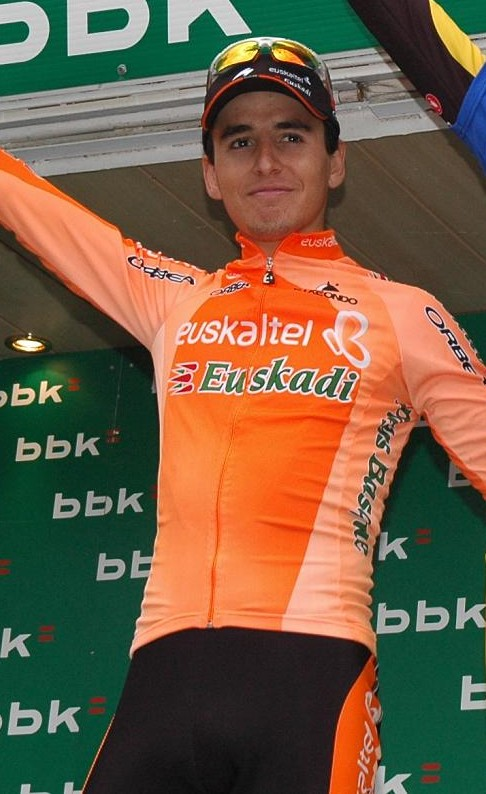
Igor Antón remporte cette étape (ici lors de la Bicyclette basque 2008)

|    | Coureur            | Pays       | Équipe             |    | Temps           |
| -- | ------------------ | ---------- | ------------------ | -- | --------------- |
| 1  | Igor Antón         | Espagne    | Euskaltel-Euskadi  | en | 5 h 00 min 29 s |
| 2  | Vincenzo Nibali    | Italie     | Liquigas           | +  | 1 s             |
| 3  | Peter Velits       | Slovénie   | Columbia-HTC       |    | 1 s             |
| 4  | Joaquim Rodríguez  | Espagne    | Katusha            |    | 1 s             |
| 5  | Philippe Gilbert   | Belgique   | Omega Pharma-Lotto |    | 5 s             |
| 6  | Tejay van Garderen | États-Unis | HTC-Columbia       |    | 8 s             |
| 7  | Ezequiel Mosquera  | Espagne    | Xacobeo Galicia    |    | 12 s            |
| 8  | Nicolas Roche      | Irlande    | AG2R La Mondiale   |    | 12 s            |
| 9  | Rubén Plaza        | Espagne    | Caisse d'Épargne   |    | 12 s            |
| 10 | Rigoberto Urán     | Colombie   | Caisse d'Épargne   |    | 19 s            |

## Classement général
|    | Coureur            | Pays       | Équipe             |    | Temps            |
| -- | ------------------ | ---------- | ------------------ | -- | ---------------- |
| 1  | Philippe Gilbert   | Belgique   | Omega Pharma-Lotto | en | 13 h 56 min 30 s |
| 2  | Igor Antón         | Espagne    | Euskaltel-Euskadi  | +  | 10 s             |
| 3  | Joaquim Rodríguez  | Espagne    | Katusha            |    | 10 s             |
| 4  | Vincenzo Nibali    | Italie     | Liquigas-Doimo     |    | 12 s             |
| 5  | Peter Velits       | Slovénie   | HTC-Columbia       |    | 16 s             |
| 6  | Tejay van Garderen | États-Unis | HTC-Columbia       |    | 29 s             |
| 7  | Xavier Tondo       | Espagne    | Cervélo TestTeam   |    | 49 s             |
| 8  | Fränk Schleck      | Luxembourg | Saxo Bank          |    | 50 s             |
| 9  | Rubén Plaza        | Espagne    | Caisse d'Épargne   |    | 54 s             |
| 10 | Ezequiel Mosquera  | Espagne    | Xacobeo Galicia    |    | 55 s             |

## Abandon
- Bernhard Eisel[4] (HTC-Columbia)